# Вычалковский, Артур
Артур Вычалковский (пол. Artur Wyczałkowski, родился 21 августа 1976 года, Плоцк, ПНР) — польский футболист, выступавший на позиции защитника.

## Карьера
Играл за плоцкую «Вислу», ловичский «Пеликан», «Езёрак», «Свит» и «Видзев».
Чемпион Европы 1993 года среди юношей до 16 лет. В том же году в составе сборной до 17 лет занял 4-е место на юношеском чемпионате мира. На этом турнире сыграл 4 матча, где забил 1 гол в ворота сборной Туниса.